# Asymmetrione aequalis
Asymmetrione aequalis là một loài chân đều trong họ Bopyridae. Loài này được Pardo, Boyko & Mantelatto miêu tả khoa học năm 2009.